# La diosa de fuego (película de 1935)
La diosa de fuego (título original en inglés: She) es una película de aventuras estadounidense de 1935 producida por Merian C. Cooper. Basado en la novela de 1887 Ella de H. Rider Haggard, el guion se basa en todos los libros de la serie: el primer libro antes mencionado, Ella y Allan, Ayesha: el retorno de Ella e Hija de la sabiduría.
La antigua civilización de Kor está representada en un estilo art déco con imaginativos efectos especiales. El escenario es Siberia ártica, en lugar de África, como en el primer libro. Con música de Max Steiner, la película está protagonizada por Helen Gahagan, Randolph Scott y Nigel Bruce .
Se esperaba que Ella siguiera el éxito anterior de Cooper, King Kong. Cooper originalmente tenía la intención de filmar la película en color, pero los recortes presupuestarios de RKO lo obligaron a filmar la película en blanco y negro en el último minuto. Sin embargo, la película en blanco y negro tuvo resultados decepcionantes en la taquilla. Inicialmente perdió $ 180 000, aunque luego tuvo un relanzamiento exitoso. La película figura en el libro del fundador de los premios Golden Raspberry, John Wilson,  The Official Razzie Movie Guide, como una de las 100 películas malas más divertidas jamás realizadas. Fue nominada a un Premio de la Academia a la Mejor Dirección de Danza en la 8.ª edición de los Premios Óscar.

## Argumento
Leo Vincey (Scott) es llamado desde Estados Unidos a la finca ancestral de su familia en Inglaterra, donde su tío moribundo John Vincey (Samuel Hinds) y Horace Holly (Nigel Bruce) lo convencen de que su antepasado, también llamado John Vincey, encontró la fuente de la juventud hace 500 años, pero sólo su esposa regresó de la expedición.
Siguiendo la ruta descrita en un viejo diario, Leo y Holly viajan a través de páramos helados, mientras un guía llamado Tugmore y su hija Tanya se unen a ellos en su búsqueda, pero Tugmore muere cuando no puede resistirse a excavar en busca de oro congelado cerca de una montaña, causando una avalancha. Se topan con la antigua ciudad de Kor, donde son atacados por caníbales, pero «Ella que debe ser obedecida» y su ministro Billali los salvan.
Ella cree que Leo es la reencarnación de John Vincey, su amante hace muchos años, y promete hacerlo inmortal como ella para gobernar Shangri-La disfrutando de eterna juventud, ya que ella había matado a John en un ataque de celos hace 500 años. Tanya advierte a Leo que nada humano puede vivir para siempre. Al final, Ella le pide a Leo que entre en la Llama de la Vida con ella, para que puedan volverse inmortales, tratando de engañarlo para que no se dé cuenta de que Tanya está siendo utilizada para una ceremonia de sacrificio, pero él se da cuenta y decide huir con ella. Después de que Leo, Holly y Tanya encuentran la cámara con la llama en su intento de fuga, Ella se ofrece a entrar primero en la llama. En lugar de renovar su juventud, Ella envejece cientos de años y se convierte en una criatura marchita parecida a una momia que muere. Leo, Holly y Tanya luego escapan de manera segura.

## Reparto
- Helen Gahagan como Ella que debe ser obedecida (o simplemente Ella).
- Randolph Scott como Leo Vincey.
- Nigel Bruce como el profesor Horace Holly.
- Helen Mack como Tanya Dugmore.
- Gustav von Seyffertitz como Billali, el gobernador mortal de Ella.
- Lumsden Hare como Dugmore.
- Samuel S. Hinds como John Vincey, científico.
- Noble Johnson como Jefe Amahaggar.

## Producción
En julio de 1932, Universal Studios anunció que había comprado los derechos de la historia.
En julio de 1934, RKO anunció que harían la película al año siguiente como una de las grandes producciones del estudio. El casting de Helen Gahagan y Nigel Bruce se anunció en enero de 1935. Fue la primera película de Gahagan después de una larga carrera teatral. Esta película, junto con The Last Days of Pompeii, formaba parte de un acuerdo de dos películas con Cooper, en el que el acuerdo inicial establecía que cada película se haría por un millón de dólares cada una. Sin embargo, en la preproducción, RKO le informó de su recorte del presupuesto, ya que ahora tendría que rodar las dos películas por un millón de dólares combinados en lugar de un millón de dólares cada una. Más tarde se referiría a la película como «la peor película que he hecho».: 259, 263 
El atleta Jim Thorpe tuvo un pequeño papel en la película.
La representación de Gahagan de la «diosa de fuego sin edad», inspiró a la Reina Malvada en Snow White and the Seven Dwarfs de Walt Disney (1937).

## Recepción
Escribiendo para The Spectator en 1935, Graham Greene evaluó la película positivamente, pero descargó que, como «un impenitente fan de Haggard», no podía escribir imparcialmente sobre ella. Al describir la película como una muestra de «virtudes de Boy Scouts sinceramente varoniles», Greene reconoció que la película «abordaba su simbolismo [de un modo] un tanto pesado» y, en última instancia, la caracterizó como tanto emocionante como infantil.

## Lanzamientos posteriores
Originalmente tenía una duración de 102 minutos, pero fue editada a 94 minutos para su relanzamiento de 1949 para encajar mejor en un doble programa con The Last Days of Pompeii de Cooper.
La diosa de fuego estaba entre las películas que se creían perdidas en un incendio en los archivos de RKO, pero se descubrió una copia original en el garaje de la estrella del cine mudo Buster Keaton y se entregó al distribuidor de películas Raymond Rohauer para su conservación.
En 2006, Legend Films y Ray Harryhausen colorearon la película como tributo a Cooper. El tráiler coloreado de La diosa de fuego se estrenó en la Comic-Con de 2006.
En 2007, Kino Video produjo una versión que restableció los ocho minutos de escenas eliminadas en el relanzamiento de 1949, a partir de una impresión de 16 mm de menor calidad.